# Луций Афраний (поет)
Вижте пояснителната страница за други личности с името Луций Афраний.
Луций Афраний (на латински: Lucius Afranius; * 150 пр.н.е.) e римски поет на комедии. Според Квинтилиан той е най-голям автор на fabula togata (комедия на римската действителност, тога).
От произведенията на Афраний са познати 200 фрагменти и 43 заглавия. Той наподобява Менандър и Теренций, вмъква обаче и песни (cantica). Произведенията му се играят пред обикновения народ и в много градове до 1 век пр.н.е.